# Contea di Green (Kentucky)
La contea di Green in inglese Green County è una contea dello Stato del Kentucky, negli Stati Uniti. La popolazione al censimento del 2000 era di 11 518 abitanti. Il capoluogo di contea è Greensburg